# Norman-Gletscher
Der Norman-Gletscher ist ein 8 km langer Gletscher an der Rymill-Küste des Palmerlands auf der Antarktischen Halbinsel. Er fließt in südwestlicher Richtung zum George-VI-Sund, den er unmittelbar nördlich des Bushell Bluff erreicht.
Das UK Antarctic Place-Names Committee benannte ihn 1976 nach Shaun Michael Norman (* 1943), Leiter der Station des British Antarctic Survey auf Stonington Island von 1966 bis 1968.